# Senegal (rzeka)
Senegal (fr. Sénégal, wolof: Senegaal) – rzeka o długości 1080 km (z Bafing 1640 km) w północno-zachodniej Afryce. Formuje się na terytorium Mali przez połączenie mniejszych rzek – Bakoye i Bafing. Najważniejsze dopływy Senegalu to Falémé, Karakoro i Kurkul, a powierzchnia dorzecza wynosi ok. 441 tys. km². W dolnym biegu rzeka tworzy naturalną granicę między Senegalem a Mauretanią. Wpada do Oceanu Atlantyckiego u szczytu półwyspu Langue de Barbarie na południe od miasta Saint Louis.
W dolnym biegu rzeki tworzą się liczne rozlewiska i bagna, stale zasilane wodami rzeki, co sprawia, że tereny te są najdalej na północ wysuniętymi obszarami o stałych zbiornikach wodnych w zachodniej części Afryki subsaharyjskiej. Dzięki temu zatrzymują się tu liczne stada ptaków migrujących z Europy ponad Saharą. Dodatkowo ma tu swoje siedziby wiele miejscowych gatunków ptaków i innych zwierząt. Dla ochrony tych biotopów w dorzeczu Senegalu w krajach Senegal i Mauretania utworzono kilka parków narodowych. Od głównego koryta rzeki odchodzi tu wiele mniejszych potoków, przez co region ten nazywany jest Deltą Senegalu, chociaż samo ujście rzeki do Oceanu Atlantyckiego jest lejowe, a potoki łączą przed wybrzeżem z głównym korytem. W 2005 roku deltę Senegalu uznano za rezerwat biosfery UNESCO.
W czasach kolonialnych, na początku ekspansji Francji w Afryce Zachodniej nad brzegami Senegalu zbudowano szereg fortów mających chronić kolonizatorów przed podjazdami wrogich wojsk z afrykańskich królestw w dorzeczu Nigru. Do najważniejszych fortów zaliczały się Dagana, Podor, Matam, Bakel i Kayes. Z czasem wokół fortów wyrosły najpierw niewielkie osady, potem miasta. Łączność z Saint Louis – głównym portem i stolicą kolonialnego Senegalu – zapewniały im łodzie często kursujące wzdłuż rzeki.
Obecnie większość transportu odbywa się wzdłuż biegnących brzegiem Senegalu dróg samochodowych, a śródlądowa żegluga – chociaż wciąż istnieje – odbywa się już z mniejszą intensywnością. Jednak rzeka – tak dawniej, jak i dziś – wykorzystywana jest do nawadniania pól uprawnych (w Mauretanii jedyne grunty orne znajdują się w bezpośrednim sąsiedztwie rzeki). Na granicy senegalsko-mauretańskiej znajduje się też kilka punktów przeprawy pasażerskiej, z których najważniejszy zlokalizowany jest w Rosso – kursuje tu prom. Na pomniejszych przejściach granicznych na drugą stronę przeprawić się można za pomocą pirogi. Na przejściu granicznym w Diama-Maka zbudowano most.